# Cueca rock
La cueca rock es un subgénero de la música y danza cueca —la «danza nacional de Chile» desde 1979—, interpretada en sus ciudades, principalmente en Concepción y Santiago. Su temática característica trata sobre opiniones de actualidad de forma contestaria. Su música está vinculada a bandas de rock chileno que la mezclan con las melodías del rock, tanto en composiciones como en versiones de cuecas populares —como en el álbum Otra cosa es con guitarra de Chancho en Piedra o la canción «Flaco Loyola» de Las Capitalinas—. Otros exponentes destacados son Porfiados de la Cueca y Los Residentes de la Cueca.